# Heizijde
Heizijde (plaatselijke uitspraak: D'èzzouije) is een gehucht in de Belgische gemeente Lebbeke. Het gehucht ligt zo'n kilometer ten oosten van het dorpscentrum en heeft zijn eigen parochie. Door lintbebouwing is Heizijde met het centrum van Lebbeke verbonden. Tussen beide loopt de spoorlijn Dendermonde-Brussel.

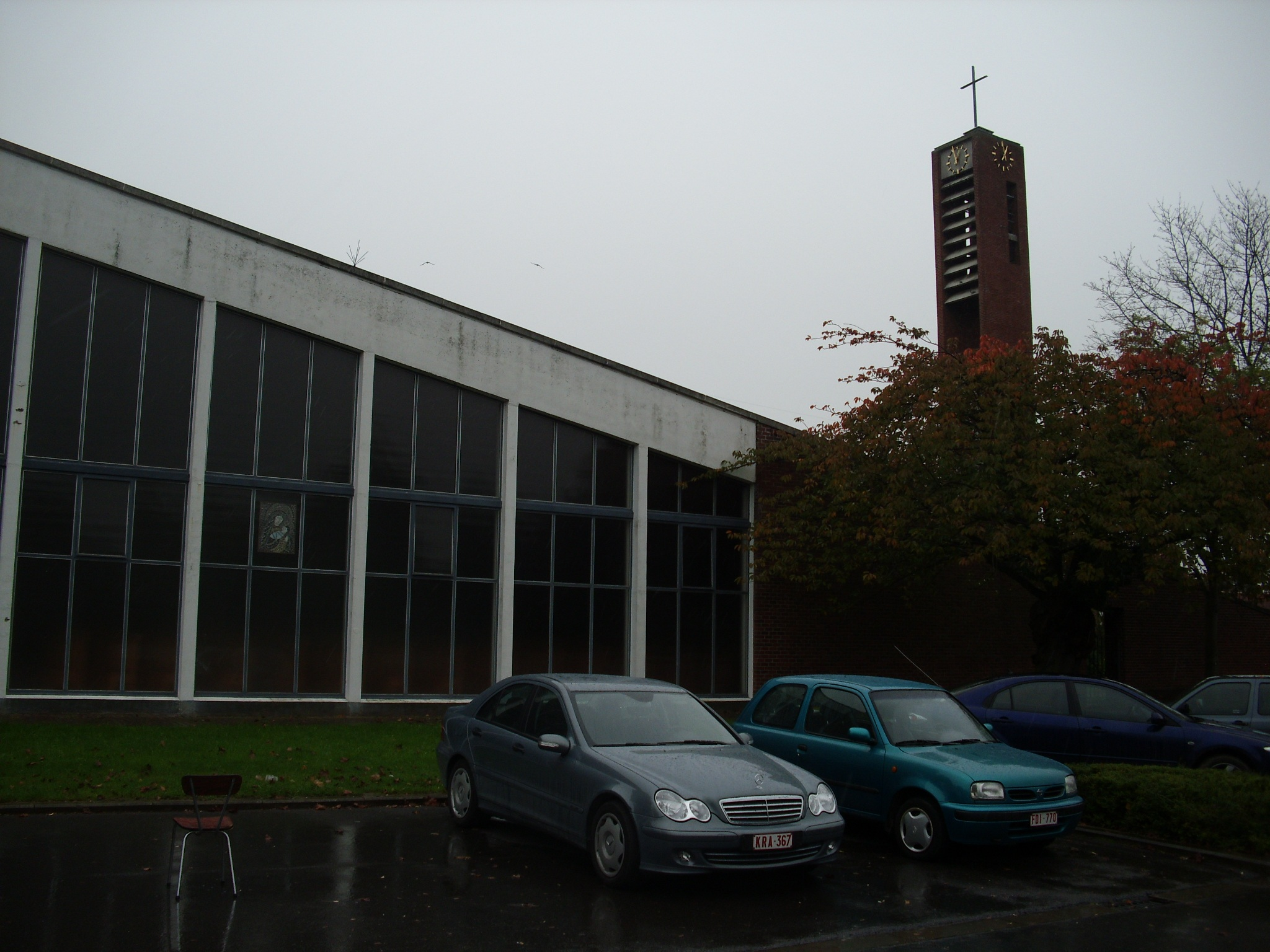
Johannes Maria Vianneykerk

## Geschiedenis
Op de Ferrariskaart uit de jaren 1770 is hier al verspreide bebouwing te zien en is het gehucht als De Heydzeyde aangeduid. In het zuiden is ook een omgrachte kasteel weergegeven als Château de Nilandt, het huidige kasteel De Naeyer.
De Atlas der Buurtwegen uit het midden van de 19de eeuw toont het landelijk gehucht al met de naam Heizijde en duidt de kasteelsite aan als een gehucht  't Kasteel.
In 1850 bouwde Pieter Frans De Naeyer hier een lompenfabriek op de site van een vroegere Heizijdemolen of Kasteelmolen, ten zuiden van het kasteel. Het bedrijf zou succes kennen, uitgroeien en hier honderden mensen werk bieden. In 1879 werd ten westen van Heizijde in noord-zuidrichting de spoorlijn Dendermonde-Brussel geopend. In het zuiden van Heizijde werd in 1904 langs deze lijn het station Heizijde geopend.
In de wijk werd een eerste noodkerk in een oude legerbarak ingewijd in 1956. In 1964 werd uiteindelijk een afzonderlijke parochie opgericht. In 1967 begon de bouw van een nieuwe kerk. Tijdens de bouw gingen de vieringen nog door in de noodkerk, maar deze brandde in 1968 af. De nieuwe kerk werd op het eind van dat jaar vervroegd ingewijd en in 1969 afgewerkt.
De fabriek De Naeyer sloot in 1963 en de gebouwen verdwenen de volgende decennia.

## Bezienswaardigheden

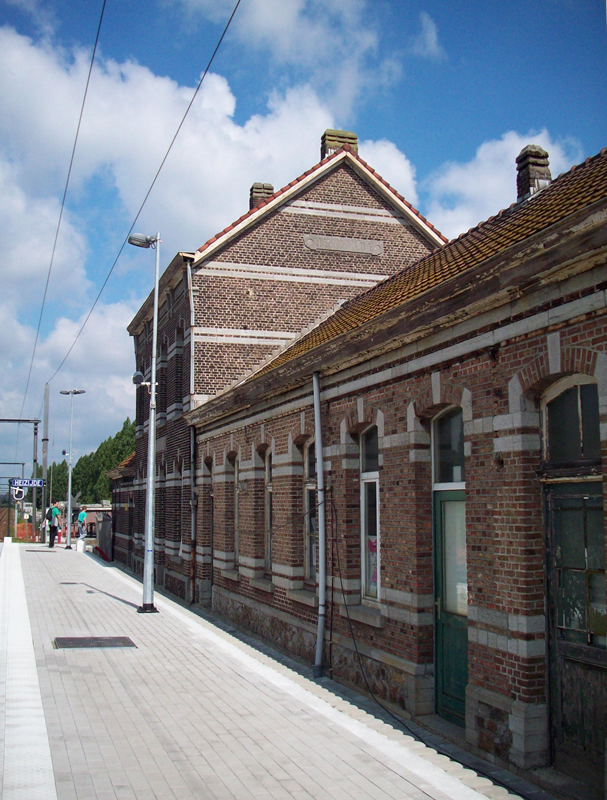
Station Heizijde

- de Sint-Joannes Vianneykerk
- het kasteel De Naeyer
- het beschermde Station Heizijde

## Verkeer en vervoer
Heizijde heeft een station aan Spoorlijn 60 tussen Dendermonde en Brussel.
Deelgemeenten: Denderbelle · Lebbeke · Wieze

Gehuchten en wijken: Heizijde · Minnestraat

Belgische gemeenten · Arrondissement Dendermonde · Oost-Vlaanderen · Vlaanderen